# Flavià (procònsol d'Àfrica)
Flavià (en llatí Flavianus) va ser procònsol d'Àfrica probablement sota Constanci II el fill de Constantí I el Gran, entre els anys 357-361. Sembla que era un retòric destacat i va comentar alguns llibres de retòrica d'Himeri de Prusa.
A Roma hi ha una inscripció que diu "Virius Nicomachus, Consularis Siciliae, Vicarius Africae, Quaestor intra Palatium; Praef. Praetor iterum et Cos." que Gothofredus atribueix a un altre Flavià (vicari d'Àfrica el 377) però que segurament correspon a aquest.